# Hankó János
Hankó János (Csíkszentdomokos, 1897. április 26. – Budapest, 1969. július 9.) magyar grafikus.

## Életpályája
A csíkszeredai Római Katolikus Főgimnáziumban érettségizett (1915). Jogi doktorátusának megszerzése után a Kolozsvári Takarékpénztár és Hitelbank vezető tisztviselője. Művészeti érdeklődését táplálták itáliai élményei. Katonai szolgálata idején 1918-ban Udinében, Vittorióban és más északolasz városokban készített rajzokat. Kolozsvárt az 1920-as évek közepétől nagyszámú tollrajza jelent meg, főleg A Hírnök és a Pásztortűz folyóiratokban. Vonalas, jól reprodukálható rajzai közül a legértékesebbek kolozsvári műemlékeket ábrázolnak.
1926-ban albumba válogatva jelentette meg tíz tusrajzát A régi Kolozsvár címmel, 250 példányban, lapjain a Szent Mihály-templom, a Farkas utcai református templom, a régi kőszínház, a Bethlen-bástya, a Bánffy-palota, a Mátyás-szobor, a Szent György-szobor, a kolozsmonostori apátság temploma, a régi zenekonzervatórium s az 1925-ös jeges árvízkor elpusztult Németek pallója megörökítésével. Ugyancsak tíz rajza illusztrálja a kolozsvári Római Katolikus Főgimnázium 1930-ban kiadott emlékalbumát, amely a Minerva nyomda gondozásában 500 számozott példányban jelent meg. Rajzai készültek a Székelyföldön (a csíkkarcfalvi Hankó-kúriáról), a Maros mentén (a nagyenyedi csipkés bástyáról), Kalotaszegen. Tájképeket festett, ritkábban portrékat is rajzolt.
Kiadásában jelent meg: 110 év. A kolozsvári Casino évkönyve (Kv. 1943).
A II. világháború idején Budapesten telepedett le.